# Pat Scammell
Pat Scammell, född 15 april 1961, är en friidrottare från Australien. Han deltog vid olympiska sommarspelen 1984 och olympiska sommarspelen 1988.